# Acido fosfomolibdico
L'acido fosfomolibdico è un acido complesso a base di fosforo e molibdeno.
A temperatura ambiente si presenta come un solido giallo-arancione inodore. È un composto corrosivo.
L'acido fosfomolibdico è un mordente utilizzato per la preparazione del colorante tricromo di Masson, utilizzato in istologia per evidenziare al microscopio le cellule rispetto al tessuto connettivo circostante.